# Fernando de Noronha (persoon)

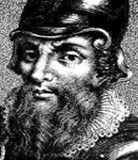
Fernando de Noronha

Fernando de Noronha of Fernão de Noronha (eigenlijk: Fernão de Loronha, ca. 1470 - ca. 1540) was een Portugese zeevaarder. Hij werd aan het begin van de zestiende eeuw door koning Emanuel I met een expeditie op ontdekkingsreis uitgestuurd. Tijdens deze expeditie zou hij een archipel in de Atlantische Oceaan hebben bereikt dat naar hem Fernando de Noronha werd vernoemd.